# NGC 1796B-2
NGC 1796B-2 (другие обозначения — ESO 119-37A, PGC 16789) — галактика в созвездии Золотая Рыба.
Этот объект не входит в число перечисленных в оригинальной редакции «Нового общего каталога» и был добавлен позднее.